# Радио 1
Радио 1 е първата радиоверига в България с музикален формат Soft Adult Contemporary, който обхваща най-известните и мелодични песни от 60-те години насам. Радио 1 предлага уникален музикален микс, включващ разнообразен репертоар с типични представители от ранга на Бийтълс, АББА, Елтън Джон, Марая Кери и Антонио Вивалди. Радио 1 акцентира върху доказалите се през времето представители на световната поп и рок музика. Характерно за станцията е това, че в музикалния подбор присъстват също така и популярни композиции от класическата музика. Те звучат през нощта, в рубриката „Минути за класика“, непосредствено преди кръглия час. Общият критерий за всички композиции във формата на Радио 1 е условието всяка от тях да е позната и обичана от слушателите.
Форматът на Радио 1 е насочен към аудитория над 30 години и предполага засилено слушане на станцията на работното място. Радио 1 e сред най-големите радиомрежи в България. Слоганът на радиото е „Класическите хитове“.
Радио 1 е част от най-голямата радиогрупата в страната „Радиоплей медия“.
Програмата може да се слуша онлайн на уебсайта на радиото www.radio1.bg или чрез мобилните приложения на Radioplay за Android и iOS.

## История:
Радио 1 започва пробни излъчвания в края на 2002 г. като „Коледно радио“ на честотите на Радио TNN и Радио Contact. Официалното започва излъчване на 1 януари 2003 година.